# فاليفو

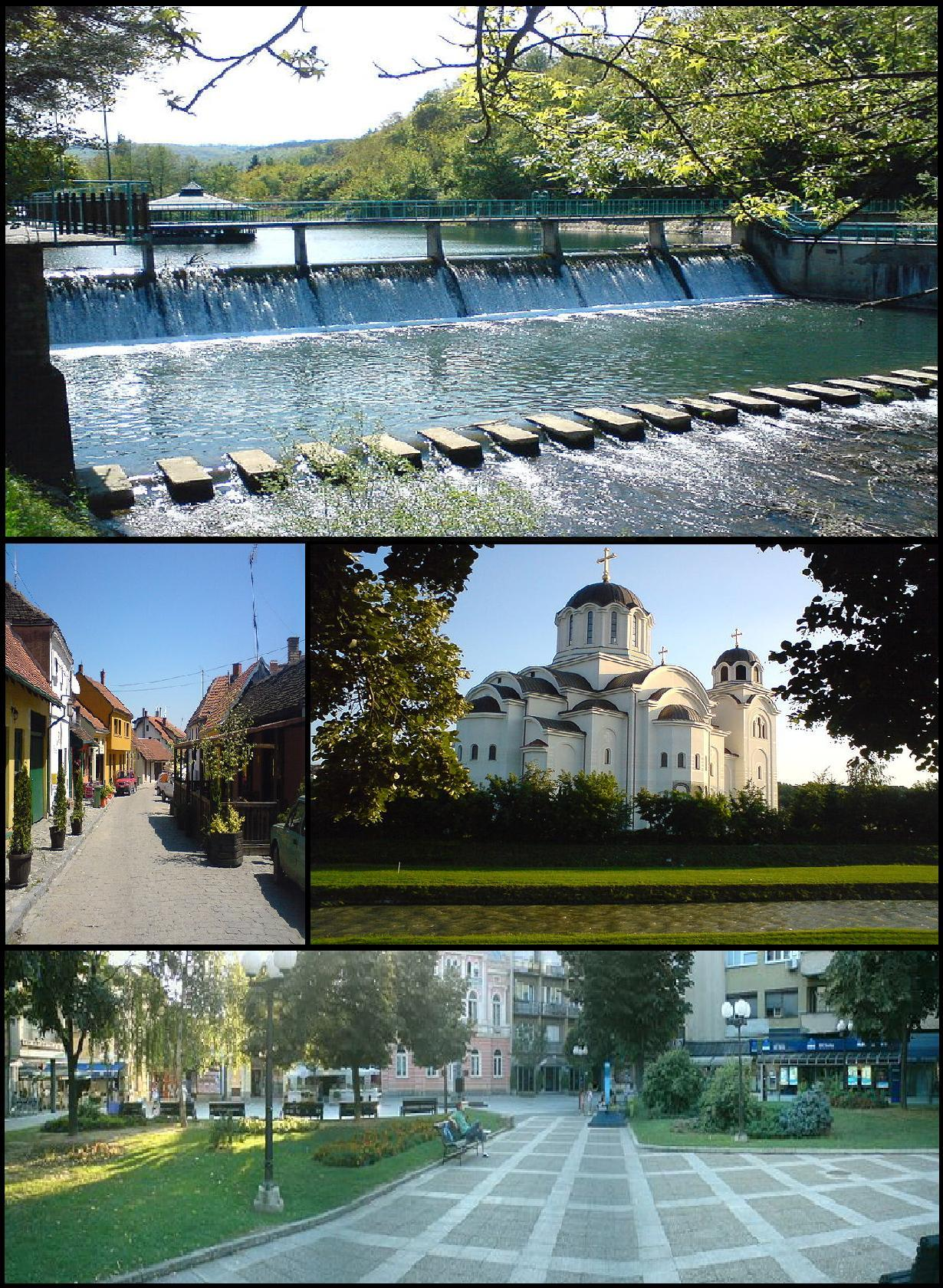
مناظر للمدينة

فالييفو (Ваљево) هي مدينة في كولوبارا في مقاطعة وسط صربيا في صربيا. يبلغ عدد سكانها حوالي 62546 نسمة.

## المناخ
يظهر الجدول التالي التغييرات المناخية على مدار السنة لفاليفو:
| البيانات المناخية لـفاليفو                             | البيانات المناخية لـفاليفو | البيانات المناخية لـفاليفو | البيانات المناخية لـفاليفو | البيانات المناخية لـفاليفو | البيانات المناخية لـفاليفو | البيانات المناخية لـفاليفو | البيانات المناخية لـفاليفو | البيانات المناخية لـفاليفو | البيانات المناخية لـفاليفو | البيانات المناخية لـفاليفو | البيانات المناخية لـفاليفو | البيانات المناخية لـفاليفو | البيانات المناخية لـفاليفو |
| الشهر                                                  | يناير                      | فبراير                     | مارس                       | أبريل                      | مايو                       | يونيو                      | يوليو                      | أغسطس                      | سبتمبر                     | أكتوبر                     | نوفمبر                     | ديسمبر                     | المعدل السنوي              |
| ------------------------------------------------------ | -------------------------- | -------------------------- | -------------------------- | -------------------------- | -------------------------- | -------------------------- | -------------------------- | -------------------------- | -------------------------- | -------------------------- | -------------------------- | -------------------------- | -------------------------- |
| الدرجة القصوى °م (°ف)                                  | 23.3 (73.9)                | 25.4 (77.7)                | 30.0 (86.0)                | 31.8 (89.2)                | 35.4 (95.7)                | 37.7 (99.9)                | 42.4 (108.3)               | 40.8 (105.4)               | 38.1 (100.6)               | 32.7 (90.9)                | 28.3 (82.9)                | 23.8 (74.8)                | 42.4 (108.3)               |
| متوسط درجة الحرارة الكبرى °م (°ف)                      | 5.3 (41.5)                 | 7.4 (45.3)                 | 12.7 (54.9)                | 17.7 (63.9)                | 22.9 (73.2)                | 25.6 (78.1)                | 28.0 (82.4)                | 28.1 (82.6)                | 23.6 (74.5)                | 18.6 (65.5)                | 11.8 (53.2)                | 6.3 (43.3)                 | 17.3 (63.1)                |
| المتوسط اليومي °م (°ف)                                 | 0.6 (33.1)                 | 2.0 (35.6)                 | 6.6 (43.9)                 | 11.6 (52.9)                | 16.8 (62.2)                | 19.9 (67.8)                | 21.9 (71.4)                | 21.4 (70.5)                | 16.8 (62.2)                | 11.7 (53.1)                | 6.1 (43.0)                 | 1.9 (35.4)                 | 11.4 (52.5)                |
| متوسط درجة الحرارة الصغرى °م (°ف)                      | −3.2 (26.2)                | −2.3 (27.9)                | 1.5 (34.7)                 | 5.8 (42.4)                 | 10.6 (51.1)                | 13.9 (57.0)                | 15.6 (60.1)                | 15.3 (59.5)                | 11.1 (52.0)                | 6.4 (43.5)                 | 1.7 (35.1)                 | −1.7 (28.9)                | 6.2 (43.2)                 |
| أدنى درجة حرارة °م (°ف)                                | −28.4 (−19.1)              | −23.3 (−9.9)               | −16.3 (2.7)                | −7.0 (19.4)                | −1.4 (29.5)                | 3.4 (38.1)                 | 5.9 (42.6)                 | 3.2 (37.8)                 | −2.4 (27.7)                | −6.1 (21.0)                | −15.3 (4.5)                | −21.0 (−5.8)               | −28.4 (−19.1)              |
| الهطول مم (إنش)                                        | 49.9 (1.96)                | 44.6 (1.76)                | 57.9 (2.28)                | 59.9 (2.36)                | 72.1 (2.84)                | 110.2 (4.34)               | 71.0 (2.80)                | 70.7 (2.78)                | 65.3 (2.57)                | 62.9 (2.48)                | 62.7 (2.47)                | 60.6 (2.39)                | 787.7 (31.01)              |
| متوسط أيام هطول الأمطار (≥ 0.1 mm)                     | 14                         | 13                         | 13                         | 13                         | 14                         | 14                         | 10                         | 10                         | 10                         | 10                         | 12                         | 15                         | 146                        |
| متوسط الأيام المثلجة                                   | 8                          | 8                          | 4                          | 1                          | 0                          | 0                          | 0                          | 0                          | 0                          | 0                          | 3                          | 7                          | 32                         |
| متوسط الرطوبة النسبية (%)                              | 82                         | 76                         | 70                         | 68                         | 68                         | 70                         | 67                         | 69                         | 74                         | 78                         | 80                         | 82                         | 74                         |
| ساعات سطوع الشمس الشهرية                               | 72.9                       | 93.2                       | 143.3                      | 172.8                      | 231.9                      | 250.6                      | 290.2                      | 267.9                      | 200.9                      | 149.6                      | 97.6                       | 61.4                       | 2٬032٫2                    |
| المصدر: Republic Hydrometeorological Service of Serbia |                            |                            |                            |                            |                            |                            |                            |                            |                            |                            |                            |                            |                            |

## معرض صور

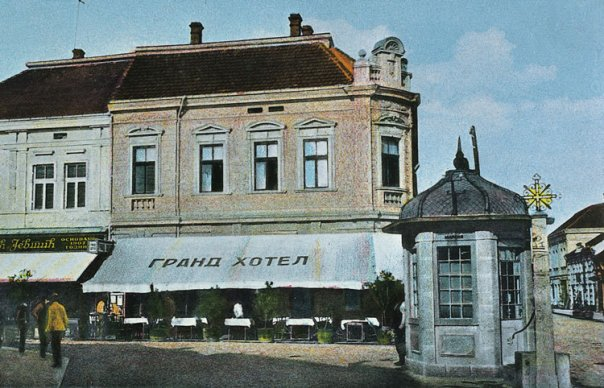
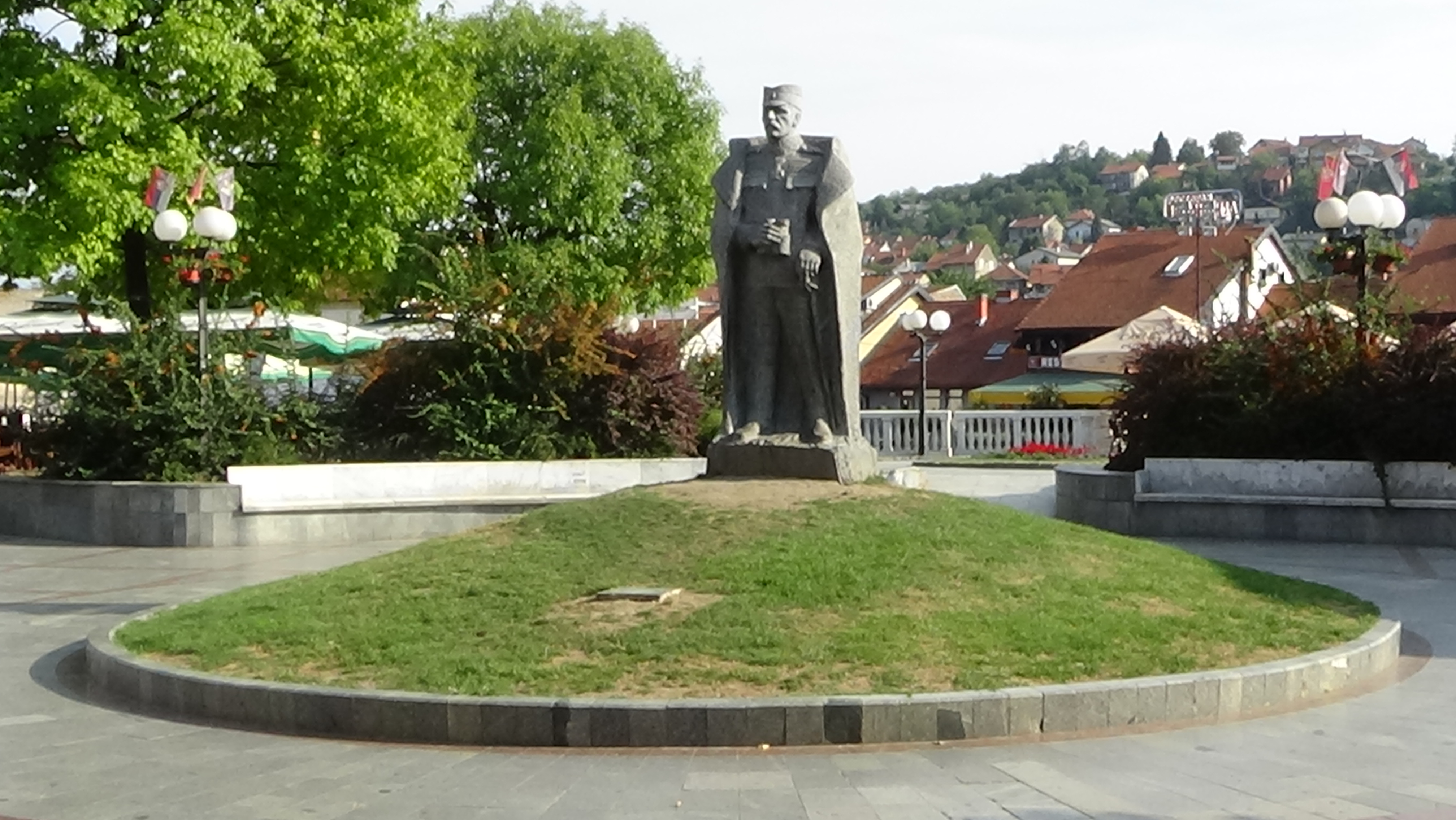

## توأمة
لفاليفو اتفاقيات توأمة مع كل من:
- بريفيدزا
- بفافنهوفن أن در إلم
- سيتارد

## أعلام
- سلوبودان يانكوفيتش
- ميلان يوفيتش
- فلاديمير كرستيتش
- زوران دورديفيك
- بيلا كش
- ستيبان فيليبوفيتش
- دراغو ماميتش